# Bernard Eisenschitz
Bernard Eisenschitz (* 3. Juli 1944 in Saint-Calais) ist ein französischer Filmhistoriker. Im Rahmen der Erforschung und Vermittlung der Filmgeschichte ist er tätig als Herausgeber, Autor und Übersetzer filmgeschichtlicher Werke sowie als Autor zahlreicher Texte in Sammelbänden und Filmzeitschriften (Cahiers du cinéma, Positif u. a.). Eisenschitz hat einige eigene, ebenfalls in filmhistorischem Zusammenhang stehende Filme realisiert und tritt gelegentlich in Filmen befreundeter Cinéasten als Darsteller auf.

## Leben
Bernard Eisenschitz’ Vorfahren stammen aus Österreich und Deutschland. Er ist ein Neffe des Malers Willy Eisenschitz. Ohne ein Universitätsstudium absolviert zu haben, eignete Eisenschitz sich alle filmhistorischen Kenntnisse ausschließlich durch „cinéphile Ausbildung“ und „praktische Arbeiten“ an. Seine erste große editorische Aufgabe übertrug ihm Mitte der 1970er Jahre der damalige Leiter der Cinémathèque française, Henri Langlois: die Betreuung des Nachlasses von Georges Sadoul und die Fertigstellung der Bücher, die Sadoul selbst nicht mehr beenden konnte. Die von Eisenschitz gemeinsam mit Luce Vigo, der Tochter Jean Vigos, hergestellte Fassung von dessen Film L'Atalante gilt heute als definitive Restauration.

## Filmografie (Auswahl)

### Als Regisseur
- 2001: Les Messages de Fritz Lang. – Über Langs Film Das Schloß im Schatten (Moonfleet).
- 2003: Chaplin Today: Monsieur Verdoux. – Über Chaplins Film Monsieur Verdoux – Der Frauenmörder von Paris.

### Als Darsteller
- 1984: Die Günstlinge des Mondes (Les favoris de la lune) (Regie: Otar Iosseliani).

## Publikationen (Auswahl)

### Als Herausgeber
- Georges Sadoul (Mitarbeit: Bernard Eisenschitz): Histoire générale du cinéma. Denoël.
- Georges Sadoul: Rencontres: Chroniques et Entretiens. Denoël, 1984.
- Georges Sadoul: Lumière et Méliès. Lherminier, 1985.
- Tirages et restaurations de la Cinémathèque française. (Vier Bände). Paris 1989.

### Als Autor
- Roman américain: les vies de Nicholas Ray. Christian Bourgois, Paris 1990, ISBN 2-267-00648-0.
  - Nicholas Ray: An American Journey. Aus dem Französischen ins Englische übersetzt von Tom Milne. Faber & Faber, London 1993, ISBN 0-571-14086-6.
- Fritz Lang au travail. Les Éditions Cahiers du cinéma, Paris 2011, ISBN 978-2-86642-808-2.
- Douglas Sirk, né Detlef Sierck. Les Éditions de l'Œil, Montreuil 2022, ISBN 978-2-35137-329-3.

### Verschiedenes
- Pascal Aubier: Les mémoires de Gascogne. Yellow now, Crisnée 1996, ISBN 2-87340-117-6. – Darin ein langes Gespräch von Bernard Eisenschitz mit Pascal Aubier, ausgehend von Aubiers Film Le fils de Gascogne.
- Georges Sturm: Die Circe, der Pfau und das Halbblut – Die Filme von Fritz Lang 1916–1921. WVT Wissenschaftlicher Verlag Trier, Trier 2001, ISBN 3-88476-434-9. – Darin das Vorwort von Bernard Eisenschitz.
- Astrid Johanna Ofner (Hrsg.): Retrospektive Fritz Lang. Viennale, Wien 2012, ISBN 978-3-901770-32-6. – Darin die Einleitung von Bernard Eisenschitz zu Briefen von Bertolt Brecht an Fritz Lang.
- Volker Pantenburg (Hrsg.): Starting Places: A Conversation with Robert Kramer. Filmmuseum Synema Publikationen, Wien 2024, ISBN 978-3-901644-95-5. – Bernard Eisenschitz im Gespräch mit Robert Kramer; englisch.

## Auszeichnungen
2012: Reinhold Schünzel-Preis des „cinefest – Internationales Festival des deutschen Film-Erbes“.